# 蔣總統秘錄

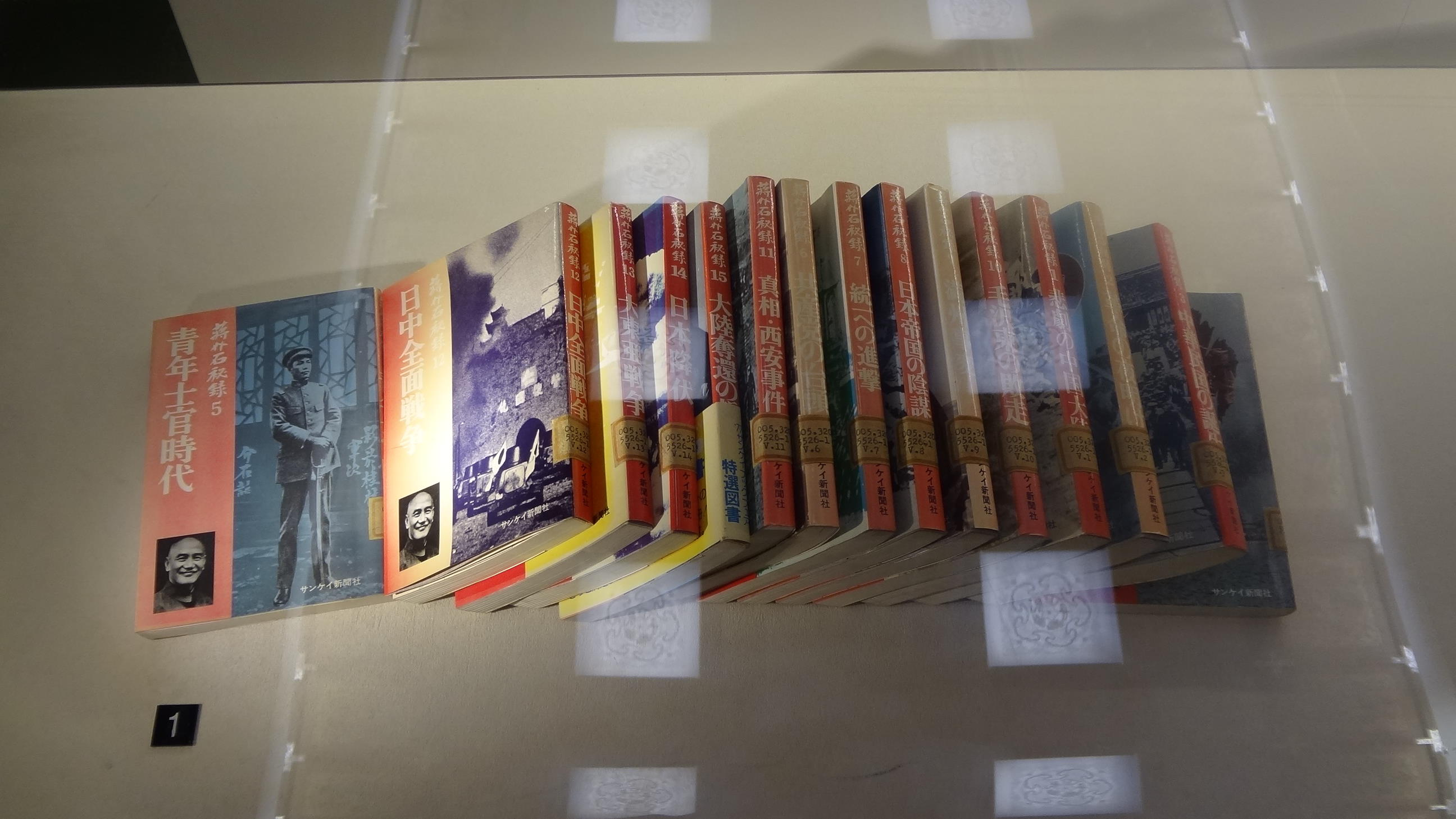
國立中正紀念堂展示的日文版《蔣介石秘錄》

《蔣總統秘錄》，日文版題爲《蒋介石秘录》（日语：蔣介石秘録），是日本產經新聞社於1970年代依據中國國民黨及中華民國政府各有關機關現存官方資料，所彙編而成的一套敘述中華民國故總統蔣中正生平的書籍，由古屋奎二主筆，總連載期間2年4個月，總連載篇數650篇:200。1974年8月15日起在《產經新聞》以日文連載，以蔣中正之勳業為中心，對八十年來之中日關係重作歷史衡量，每週刊載6天，每天平均字數約2500字，一年以上刊完。:225直至1976年12月25日為止。同一時期《中央日報》也做中文連載，副標題為《中日關係八十年之證言》（日中関係八十年の証言）。

## 概要

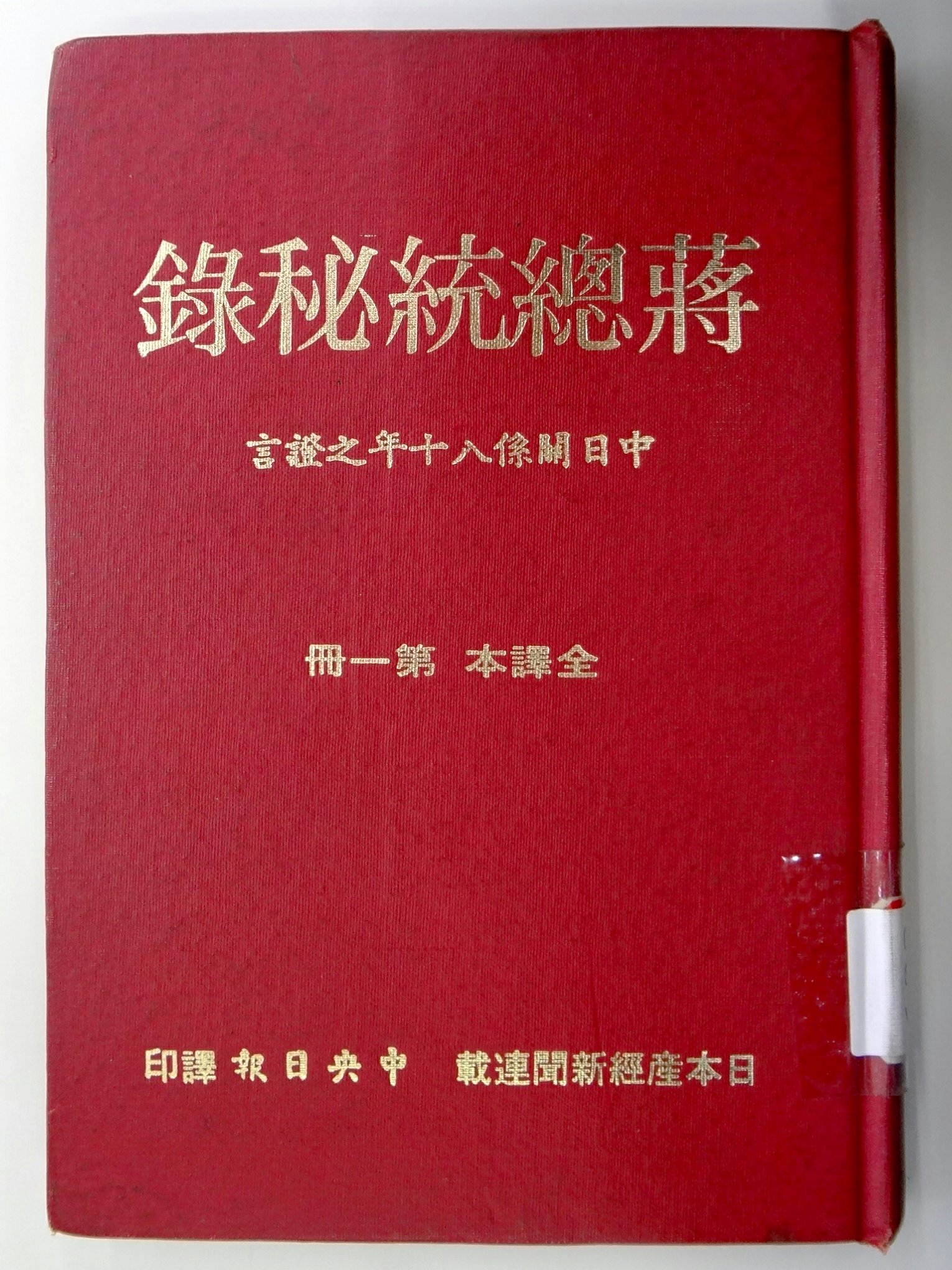
《蔣總統秘錄》中央日報社中文版精裝單行本第一冊

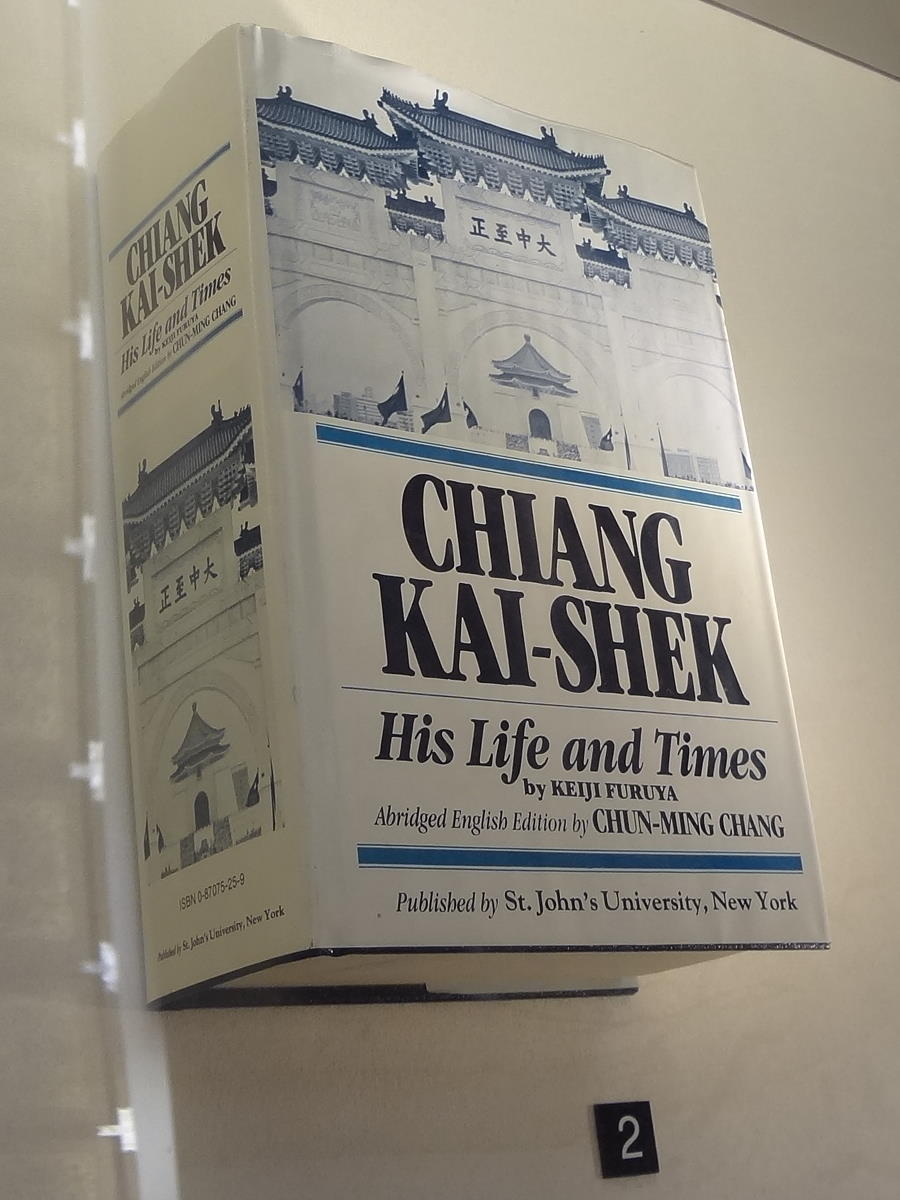
國立中正紀念堂展示的《蔣總統秘錄》英文版

1974年8月15日，《產經新聞》開始連載《蔣介石秘錄》，並報導蔣中正「健康逐漸恢復中，目前在處理政務」；報導中說，蔣中正將在本年10月31日迎接米壽（88歲生日）:目錄前1－4。《產經新聞》連載完成後，產經新聞社於1978年4月5日在神奈川縣足柄下郡箱根町建立「中正堂」，以資紀念。
對於《蔣總統秘錄》的連載意旨，《產經新聞》聲言：

《蔣總統秘錄：中日關係八十年之證言》，是站在中華民國蔣總統的觀點，回顧並展望20世紀中國和日本的歷史，希望能有所裨益於中日兩民族真正友好的基礎。……
我們這些生存在現時代的人，負有對於後世流傳歷史事實的義務；我們必須肯定「事實就是事實」，要儘可能忠實地把它記錄下來。
然而有所謂「時代的潮流」，往往連歷史事實都給改寫了，譬如說：在終戰以前，我們所聽到的「支那」，其實只是根據一小撮日本軍閥的意旨所故意歪曲、故意渲染的中國；像那樣錯誤的「中國觀」，流掉了多少人的鮮血、招來了多麼慘痛的結果，想必是已經無須再加申論了！
當前的中日關係，又是相當地微妙、複雜，存在著不論是誰也都不願意碰一碰的忌諱；而且，被故意隱匿的事實和只能片面談論的事實，說來並不算少！
《蔣總統秘錄》卻特為要向這一類的忌諱挑戰。
正因為中日關係也許是複雜的，所以我們更要拿出勇氣來正視歷史；相信對於加深兩民族之間的信賴關係，是有其必要的。:目錄前7－15

產經新聞社於1975年至1977年以日文出版《蔣介石秘錄》單行本全15冊，每冊書名各有一個副標題。中央日報社以中文出版單行本全15冊均無副標題，第1至14冊為正文，第15冊為中央日報社自編的全書索引。中央日報社版中文書名定為《蔣總統秘錄：中日關係八十年之證言》，陳在俊翻譯，中國國民黨副秘書長秦孝儀校正，《中央日報》總編輯薛心鎔負責連載與單行本印刷，《中央日報》發行人楚秋作單行本〈前言〉。中央日報社版分為平裝版與精裝版，只有平裝版才有封面照片。美國聖若望大學於1981年出版張純明翻譯的英文版，英文書名定為《Chiang Kai-shek, His Life and Times》，全一冊。產經新聞社又於1985年出版「改訂特裝版」（改訂特装版），分為上下冊，書名並加了副標題《中日關係八十年之證言》（日中関係八十年の証言）。中国大陆也曾出版过多个版本，但均以“内部发行”或者“限国内发行”的名义发行。
1976年，國立編譯館輔導臺南市臺灣志成出版社與漢麟出版社出版歷史畫冊《蔣總統秘錄史畫》，陳慶熇指導，許松山繪圖。
1977年金鼎獎頒獎典禮，《蔣總統秘錄》獲頒圖書出版金鼎獎。

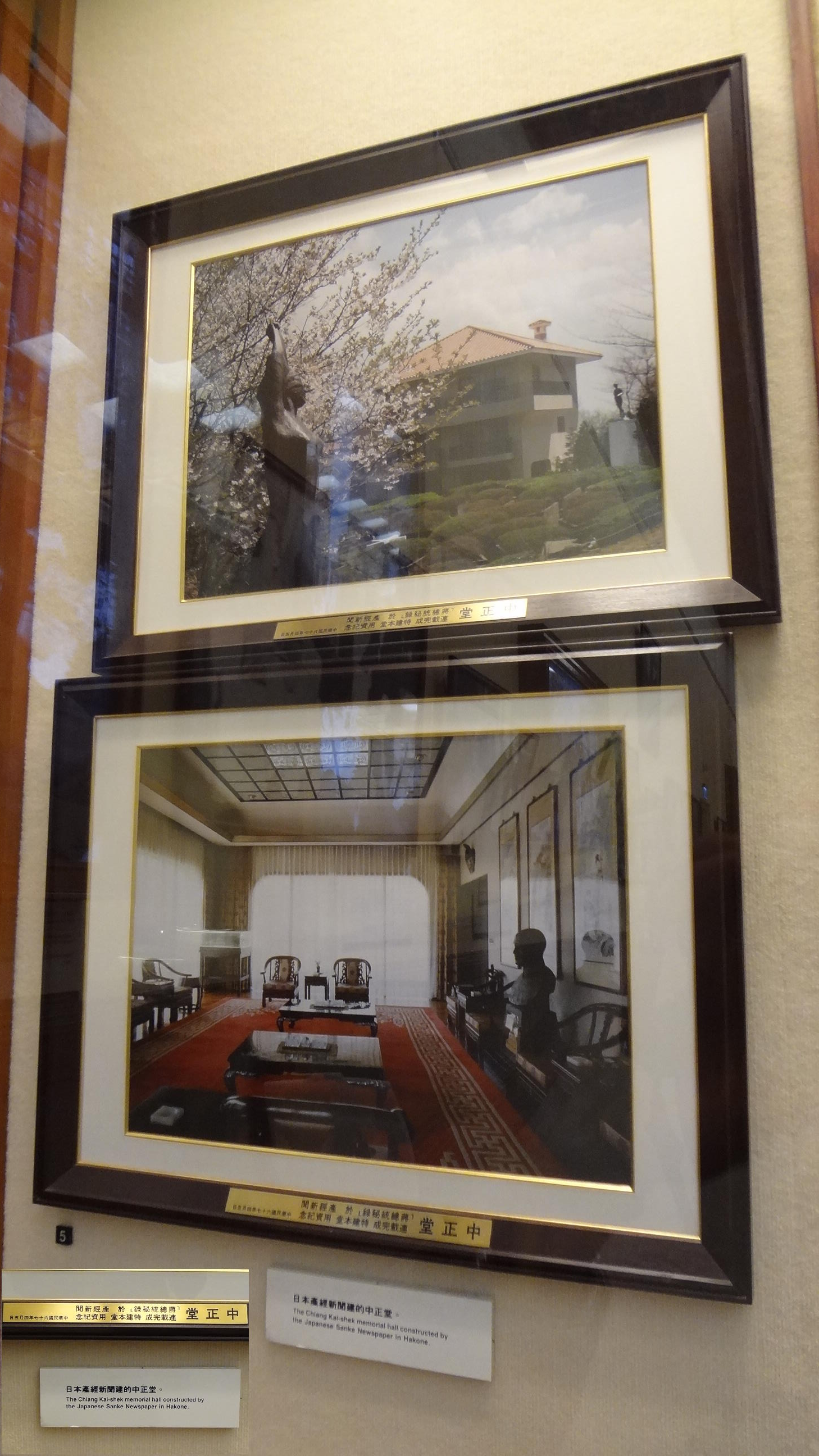
國立中正紀念堂展示的產經新聞社中正堂照片

臺北市國立中正紀念堂有展示《蔣總統秘錄》的日文15冊版與英文版，以及產經新聞社中正堂的外觀與內景照片各一張。中正堂外觀照片是1978年當時產經新聞社社長鹿內信隆贈送的照片。

## 連載經過
依據《產經新聞》的說明，《蔣總統秘錄》的連載經過如下。
《蔣總統秘錄》的連載企畫，著手於1973年5月；經過三個月的準備，《產經新聞》在1973年8月上旬請日華協力委員會（當時會長是石井光次郎）通過中日合作策進會（當時會長是正綱），正式向中華民國政府與中國國民黨提出協助採訪取材的要求。中華民國方面，由中日合作策進會與有關機關及總統府資政張群等人商洽，乃確立黨和政府的協力體制，中國國民黨副秘書長秦孝儀負其總責，中國國民黨中央委員會黨史委員會（當時主任委員是杜元載）為中心。1973年11月1日，《產經新聞》與中國國民黨舉行會談，張群主持，雙方原則同意正式展開取材活動。
《產經新聞》更訪問第一夫人宋美齡、行政院院長蔣經國等蔣家關係者，及始終追隨蔣中正的張群與何應欽，及曾為重要事件當事人的魏道明（第二次世界大戰結束時中華民國駐美國大使）、顧祝同（第二次世界大戰結束時抗日戰爭第三戰區司令）、石覺（國民革命軍第十三軍軍長）、黃（國民革命軍第六軍軍長、國民革命軍第八軍軍長）、方先覺（國民革命軍第十軍軍長）、冷欣（中華民國陸軍副參謀長）、鈕先銘（陸軍總司令部第二處處長）、石美瑜（國防部審判戰犯軍事法庭庭長、審判長）、徐煥昇（國民革命軍空軍第二路軍副司令）、王鐵漢（九一八事變時瀋陽警備團團長）、祁國軒（蘆溝橋事變時擔任排長）等人。
中國國民黨無條件提供黨史官方紀錄、總統府公文書、外交文書、戰史資料、蔣中正講詞、蔣中正日記、蔣中正回憶錄等過去從未公開過的重要文獻，《產經新聞》採取以這些資料為準據的方式加以編撰。這個方式的優點是能夠將過去所發生的事件，一一根據官方文獻，對於當時蔣中正與中華民國政府如何考慮、如何行動，不再站在日本人已耳熟能詳的日本立場，而是從中華民國的立場、根據官方紀錄敘明事實。
在提供資料中，包括原來被列為「極機密」的外交文書原文複印本，例如第二次世界大戰即將結束時蘇聯的活動、《雅爾達協定》強迫中國犧牲等內幕、足以傳達中華民國與蘇聯外交談判真實氣氛的問答紀錄；因為這些文件不允許被攜往國外，《產經新聞》乃於1974年2月在臺北市設立「執筆室」，擔任執筆者為編輯委員古屋奎二，擔任採訪者為岩野弘、下室進、住田良能及照相部次長間山公麿，連載體制為之齊備。

## 版本資訊
中央日報社版
- 《蔣總統秘錄：中日關係八十年之證言 全譯本 第一冊》：日本產經新聞連載、中央日報譯印，中央日報社1974年10月31日初版[8]。
- 《蔣總統秘錄：中日關係八十年之證言 全譯本 第二冊》：日本產經新聞連載、中央日報譯印，中央日報社1975年3月29日初版。
- 《蔣總統秘錄：中日關係八十年之證言 全譯本 第三冊》：日本產經新聞連載、中央日報譯印，中央日報社1975年7月30日初版。
- 《蔣總統秘錄：中日關係八十年之證言 全譯本 第四冊》：日本產經新聞連載、中央日報譯印，中央日報社1975年10月31日初版。
- 《蔣總統秘錄：中日關係八十年之證言 全譯本 第五冊》：日本產經新聞連載、中央日報譯印，中央日報社1976年1月31日初版。
- 《蔣總統秘錄：中日關係八十年之證言 全譯本 第六冊》：日本產經新聞連載、中央日報譯印，中央日報社1976年4月4日初版。
- 《蔣總統秘錄：中日關係八十年之證言 全譯本 第七冊》：日本產經新聞連載、中央日報譯印，中央日報社1976年8月15日初版。
- 《蔣總統秘錄：中日關係八十年之證言 全譯本 第八冊》：日本產經新聞連載、中央日報譯印，中央日報社1976年10月31日初版。
- 《蔣總統秘錄：中日關係八十年之證言 全譯本 第九冊》：日本產經新聞連載、中央日報譯印，中央日報社1977年1月31日初版。
- 《蔣總統秘錄：中日關係八十年之證言 全譯本 第十冊》：日本產經新聞連載、中央日報譯印，中央日報社1977年3月29日初版。
- 《蔣總統秘錄：中日關係八十年之證言 全譯本 第十一冊》：日本產經新聞連載、中央日報譯印，中央日報社1977年5月31日初版。
- 《蔣總統秘錄：中日關係八十年之證言 全譯本 第十二冊》：日本產經新聞連載、中央日報譯印，中央日報社1977年7月31日初版。
- 《蔣總統秘錄：中日關係八十年之證言 全譯本 第十三冊》：日本產經新聞連載、中央日報譯印，中央日報社1977年9月30日初版。
- 《蔣總統秘錄：中日關係八十年之證言 全譯本 第十四冊》：日本產經新聞連載、中央日報譯印，中央日報社1977年12月25日初版。
- 《蔣總統秘錄：中日關係八十年之證言 第十五冊 索引本》：中央日報編印，中央日報社1978年6月15日初版。

哈尔滨出版社版（书号实为求实出版社）
- 《中日关系八十年之证言》：全套五卷，译者不明，内部发行，1987年1月初版。

湖南人民出版社版
- 《蔣介石秘錄》：全套四卷，使用中央日报社版译文，譯者改為「《蔣介石秘錄》翻譯組」，内部发行，1988年12月初版。

广西人民出版社版
- 《蒋介石秘录》：上下册，木吉雨、王俞等译，限国内发行，1989年1月初版。

## 各冊封面與內容
中央日報社版
- 第一冊封面：封面照片為蔣中正穿著黑色馬褂的坐姿。
- 第一冊內容：第一章〈戰爭結束前後〉、第二章〈辛亥革命與日本〉。
- 第二冊封面：封面照片為蔣中正隨侍孫中山之合影及孫中山書贈蔣中正之對聯。
- 第二冊內容：第二章〈辛亥革命與日本〉。
- 第三冊封面：封面照片為蔣中正於1911年（民國元年）留影，背景照片為蔣中正親寫之中華革命黨入黨誓約。
- 第三冊內容：第三章〈中華民國之誕生〉。
- 第四冊封面：封面照片為蔣中正於1915年（民國4年）參加肇和起義時期留影，背景照片為蔣中正手擬之〈淞滬起義軍事計畫書〉。
- 第四冊內容：第四章〈袁世凱竊國〉。
- 第五冊封面：封面照片為蔣中正於1922年（民國11年）在桂林軍次留影[10]。
- 第五冊內容：第五章〈磨鍊和考驗時代〉、第六章〈共產黨的始動〉。
- 第六冊封面：封面照片為蔣中正於1926年（民國15年）誓師北伐時留影。
- 第六冊內容：第七章〈北伐的進擊〉。
- 第七冊封面：封面照片為蔣中正於完成北伐之後在北京香山碧雲寺祭告孫中山，旁立者為宋美齡。
- 第七冊內容：第八章〈全國統一〉、第九章〈孕育危機的東北〉。
- 第八冊封面：封面照片為蔣中正與宋美齡於1932年（民國21年）1月留影。
- 第八冊內容：第十章〈九一八事變〉。
- 第九冊封面：封面照片為1934年（民國23年）蔣中正與宋美齡在南昌街頭視察新生活運動進展情況時留影。
- 第九冊內容：第十一章〈敵乎？友乎？〉。
- 第十冊封面：封面照片為1936年（民國25年）10月，蔣中正50歲生日，與宋美齡在洛陽留影。
- 第十冊內容：第十二章〈西安事變〉。
- 第十一冊封面：封面照片為1937年（民國26年）7月17日，蔣中正在廬山談話會發表「最後關頭」演說，宣布抗戰決心。
- 第十一冊內容：第十三章〈盧溝橋事變〉、第十四章〈泥沼戰線〉。
- 第十二冊封面：封面照片為抗戰時期，蔣中正、宋美齡與美國空軍志願隊將軍陳納德合影。
- 第十二冊內容：第十五章〈大東亞的奢望〉、第十六章〈抗戰的破壞者〉、第十七章〈美日戰爭〉。
- 第十三冊封面：封面照片為1943年（民國32年）11月，蔣中正與宋美齡參加開羅會議，與美國總統羅斯福、英國首相邱吉爾合影。
- 第十三冊內容：第十七章〈美日戰爭〉、第十八章〈美國的失策〉、第十九章〈對日寬大政策〉。
- 第十四冊封面：封面照片為蔣中正在金門「毋忘在莒」刻石前留影。
- 第十四冊內容：第二十章〈勝利的後遺症〉、第二十一章〈從憂患中新生〉、〈執筆者結語〉。
- 第十五冊封面：封面照片為第一至十四冊之封面照片彙集而成。
- 第十五冊內容：全集索引，分為〈總目錄〉、〈圖片部分〉、〈重要地名索引〉、〈重要人名索引〉、〈重要事務名詞索引〉與〈蔣總統年表〉。

## 評論
1975年2月26日，姚立民（1933年出生，國立臺灣大學經濟學系畢業，曾在《中央日報》擔任記者、編輯）在香港《七十年代月刊》撰文嘲諷《蔣總統秘錄》。
《蔣總統秘錄》記述南京大屠殺的死亡人數為30萬至40萬人，日本保守主義政治評論家遠藤欣之助曾在日本保守主義雜誌《月刊日本》2008年4月號上批評這是「謊言的溫床」（虚言の温床）。